# Радугин, Константин Владимирович
Константин Владимирович Радугин (21 мая (3 июня) 1899, с. Карпели Тамбовской губернии — 1984, Восточный Саян) — русский советский учёный, доктор геолого-минералогических наук, профессор. Лауреат Сталинской премии 1942 года.

## Биография
Сын сельского священника. После окончания земской школы (1909) учился в духовном училище в Тамбове (до 1918).
Работал в комитете деревенской бедноты в с. Новоселицы Тамбовской губернии. В 1919—1920 годах служил в Красной Армии, участник Гражданской войны.
После демобилизации поступил в Уральский горный институт, в конце первого курса перевёлся на геологическое отделение в Томский технологический институт, который окончил в 1925 году. Ученик М. А. Усова.
Работал геологом, начальником геологических партий в Сибирском геологическом комитете, затем (с 1931 г.) в Западно-Сибирском геологическом тресте, Западно-Сибирском геологическом управлении (ЗСГУ).
Одновременно занимался научной и педагогической работой. С 1931 года преподавал на кафедре общей геологии сначала в Сибирском геологоразведочном, затем в Томском индустриальном институте. С 1937 года (после защиты кандидатской диссертации) — доцент, с 1942 г. доктор наук, профессор. В 1938—1967 зав. кафедрой общей геологии Томского политехнического института, в 1948—1949 декан геологоразведочного факультета.
Неоднократно избирался депутатом Томского горсовета, был постоянным пропагандистом научно-технических знаний.

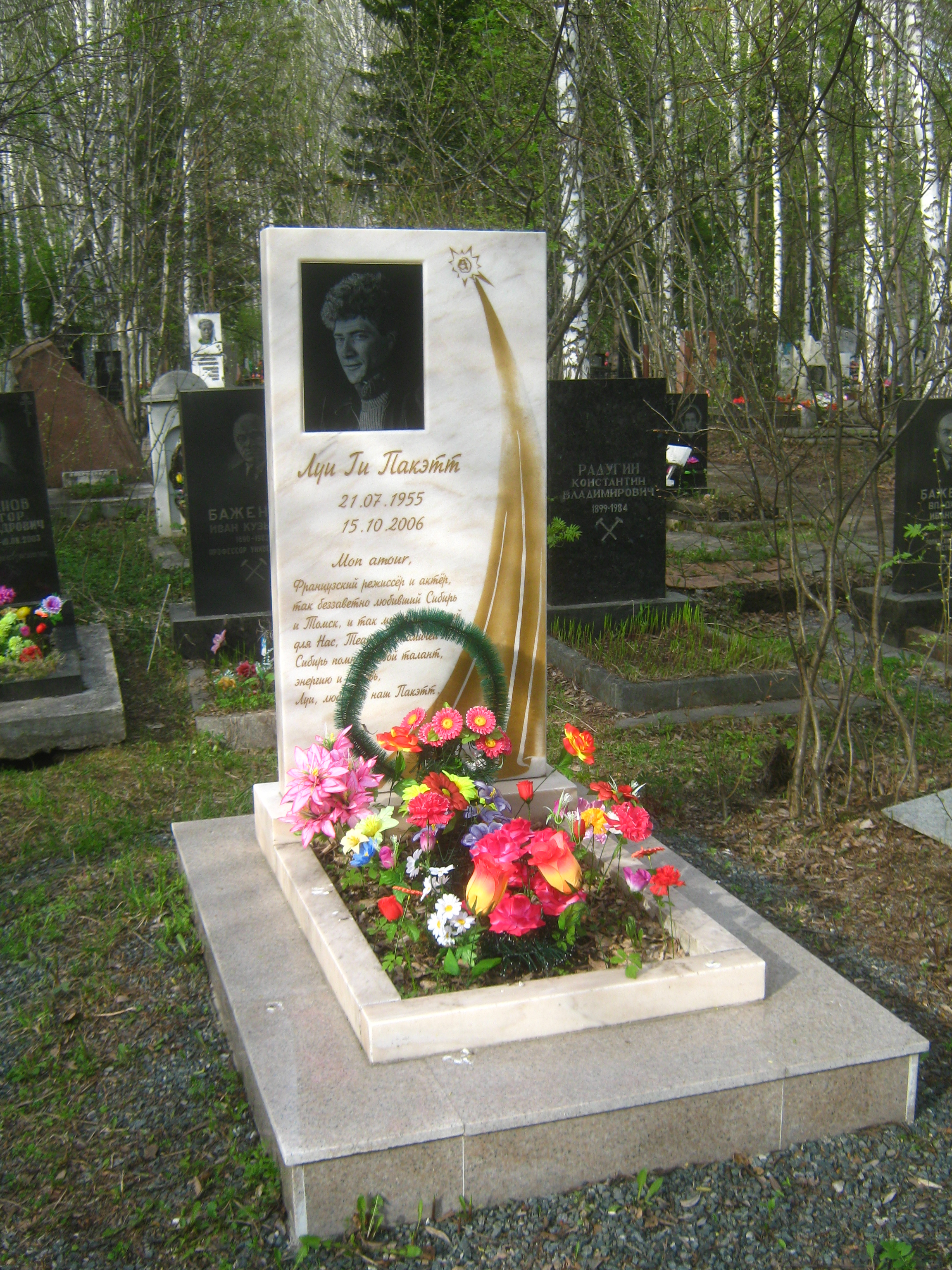
Могилы Г. Пакэтта и К. Радугина

Умер на полевых работах в Восточном Саяне в возрасте 85 лет. Похоронен в Томске на кладбище Бактин.

## Научная деятельность
Принимал участие в геологических исследованиях Салаира, Горного Алтая, Горной Шории, Западного и Восточного Саянов, Кузбасса, юга Западно-Сибирской низменности, Кузнецкого Алатау и др.
Первооткрыватель ряда месторождений полезных ископаемых, в числе которых Ивановское (1939) и Усинское (1943) месторождения марганца в районе реки Чексу и Таштагольское железорудное месторождение в Горной Шории.

### Научные труды
- Радугин К. В. Coelenterata среднего девона окрестностей с. Лебедянского // Известия Томского индустриального института [Известия ТИИ]. — 1937. — Т. 56, вып. 1—6. — С. 49—112.
- Радугин К. В. Некоторые вопросы тектоники Кузнецкого каменноугольного бассейна // Известия Томского индустриального института [Известия ТИИ]. — 1939. — Т. 60, вып. 1. — С. 127—138.
- Радугин К. В. Этюды по методике геологических исследований // ИИзвестия Томского политехнического института [Известия ТПИ]. — 1944. — Т. 62, вып. 1. — С. 107—128.

## Награды, премии
- Сталинская премия II степени (22 марта 1943) — за открытие и изучение Усинского месторождения марганцевых руд
- орден Ленина (1944)
- три ордена Трудового Красного Знамени (1944, 1946, 1949)
- орден «Знак Почёта» (1961)
- медали «За доблестный труд в Великой Отечественной войне 1941—1945 гг.»; «За победу над Германией»; юбилейная медаль «За доблестный труд. В ознаменование 100-летия со дня рождения В. И. Ленина»
- нагрудный знак «Первооткрыватель месторождения»